# Graham Brown (basketballer)
Graham Brown (Mio, 19 augustus 1984) is een Amerikaans voormalig basketballer.

## Carrière
Brown speelde collegebasketbal voor de Michigan Wolverines van 2002 tot 2006. In 2006 werd hij niet gekozen in de NBA-draft en hij tekende daarop een contract bij het Portugese SC Lusitânia. Het seizoen daarop speelde hij bij Ovarense Basquetebol ook in de Portugese eerste klasse. In 2008 tekende hij een contract bij het Belgische Optima Gent maar zou niet aan veel spelen toekomen door een zware blessure. Hij tekende het jaar erop bij reeksgenoot Antwerp Giants waar hij twee jaar speelde als starter. In 2011 tekende hij voor een tweede keer bij Optima Gent maar speelde ditmaal een heel seizoen als starter.
In 2012 ging hij spelen voor het Franse STB Le Havre waar hij twee seizoenen als starter speelde. De volgende twee jaar speelde hij bij reeksgenoot Gravelines-Dunkerque in de Franse eerste klasse. Hij speelde nog een laatste seizoen in de Franse eerste klasse bij Cholet Basket.
In 2003 speelde hij voor de Amerikaanse U19 nationale ploeg.
Na zijn spelerscarrière werd hij een wervelspecialist in Detroit.

## Erelijst
- Portugees landskampioen: 2008
- Portugees Finals MVP: 2008